# 주자나 마우레리
주자나 마우레리(슬로바키아어: Zuzana Mauréry)로 잘 알려진 주자나 마우레리오바(슬로바키아어: Zuzana Mauréryová, 1968년 9월 23일~)는 슬로바키아의 배우, 가수이다. 선 인 어 넷상 여우주연상 2회(2014, 2017) 수상자이다.

## 출연 작품
- 더 인터프리터 (2018)
- 우리 선생님을 고발합니다 (2016)
- 땡스, 파인 (2013)